# Klicklautbuchstabe

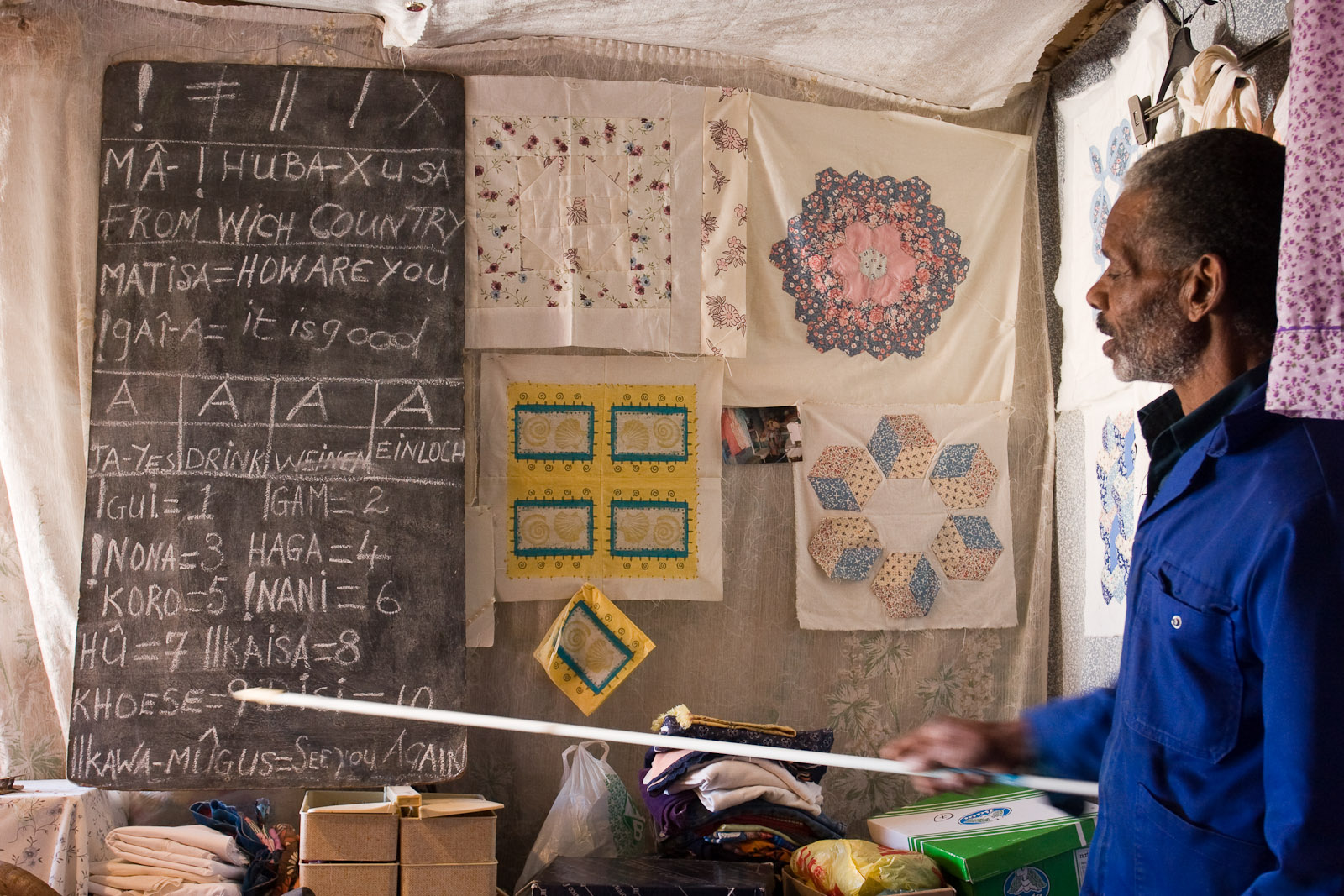
Khoekhoegowab-Unterricht in Swakopmund, 2006. Links oben auf der Tafel Klicklautbuchstaben.

Ein Klicklautbuchstabe ist ein Buchstabe des lateinischen Schriftsystems, der in Orthografien ausschließlich zur Schreibung von Klicklauten (mit der Zunge gebildeten Schnalzlauten) bestimmt ist (eigenständig oder als Bestandteil eines Digraphen/Trigraphen). Als solche sind für Sprachen des südlichen Afrikas die Schriftzeichen ǀ, ǁ, ǂ und ǃ im Gebrauch. Diese Klicklautbuchstaben werden beispielsweise in der Orthografie des Khoekhoegowab und des Juǀ’hoan (Sprache der Juǀ’hoansi) verwendet. Sie sind in gleicher Form auch Bestandteil des Internationalen Phonetischen Alphabets (IPA). 
Sprachen mit Orthografien, die Klicklautbuchstaben verwenden, verwenden in der Regel mehr als vier Klicklaute. Die Laut-Buchstaben-Zuordnung wird dann dadurch hergestellt, dass für die einzelnen Laute auch andere Buchstaben (also solche, die auch für andere Laute als Klicklaute verwendet werden können, wenn auch nicht notwendig in derselben Orthografie) oder auch Buchstabenkombinationen (Digraphen, Trigraphen) verwendet werden. Letztere sind zumeist Kombinationen aus einem Klicklautbuchstaben und ein oder zwei Buchstaben des lateinischen Grundalphabets, auch ein Apostroph kann ein Teil davon sein.

## Vorkommen
Da Khoekhoegowab eine der Nationalsprachen Namibias ist, finden sich Klicklautbuchstaben in Personennamen und geografischen Namen, beispielsweise im Namen des Wahlkreises ǃNamiǂNûs.
Im Bestreben, bei Namen von Himmelskörpern nicht nur auf die europäische (speziell griechisch-lateinische) Mythologie zurückzugreifen, publizierte die Internationale Astronomische Union (IAU) 2019 für den Zwergplanetenkandidaten (229762) Gǃkúnǁʼhòmdímà diesen Namen aus der Mythologie der Juǀ’hoansi in der Originalschreibweise mit Klicklautbuchstaben.

## Typografie und Aussehen

Klicklautbuchstaben in den Schriftarten Arial, Times New Roman, Calibri, Cambria, Linux Libertine und Andron Mega Corpus, in der zweiten Zeile kursiv in den gleichen Schriftarten, zusammen mit dem Großbuchstaben „C“ zur Markierung der Versalhöhe sowie zum Vergleich gefolgt von „S“, einem Ausrufezeichen und einem senkrechten Strich.

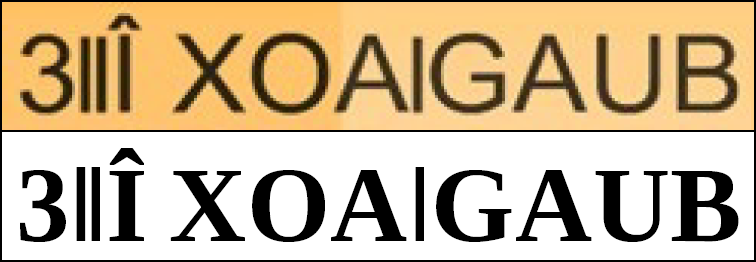
„3ǁî xoaǀgaub“ (‚Orthografie 3‘) auf Titelseite (oben: serifenlose Schrift) und Innentitel (unten: fette Serifenschrift) eines 2002 in Namibia erschienenen Buches

Die Grundform der Buchstaben ǀ, ǁ und ǂ ist ein senkrechter Strich, in der Regel in Großbuchstabenhöhe (Versalhöhe) und somit kürzer als das Schriftzeichen „Senkrechter Strich“ („|“), das in der Regel die Schriftbildhöhe aufweist (also auch die Unterlänge ausfüllt). Diese Grundform ist zumeist deutlich dünner als die senkrechten Striche der Großbuchstaben (also eher ein Haarstrich als ein Schattenstrich) und in jedem Fall ohne Serifen. Der Buchstabe ǁ ist eine Verdoppelung der Grundform mit engem Abstand zwischen diesen Strichen, häufig gleich der Strichbreite. Der Buchstabe ǂ wird in der Mitte von zwei parallelen gleich breiten waagerechten Strichen in der gleichen Stärke wie die Grundform gekreuzt. In kursiven Zeichensätzen sind diese Buchstaben gelegentlich, jedoch nicht regelmäßig passend zu den lateinischen Grundbuchstaben geneigt. In Fettschriften bleiben die Zeichen gelegentlich ungefettet.
Der Buchstabe ǃ gleicht fast immer dem Ausrufezeichen, obwohl er ursprünglich als senkrechter Strich mit der gleichen Grundform wie ǀ, ǁ und ǂ konzipiert war, nur mit einem untergesetzten Punkt. Er wird dann auch in kursiven und fetten Varianten einer Schriftart wie das Ausrufezeichen geschrägt und gefettet, selbst wenn dies nicht mit den Buchstaben ǀ, ǁ und ǂ konform geht.

## Geschichte

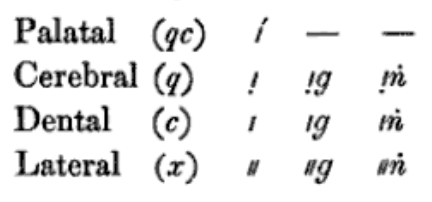
Die Xhosa-Klicklaute im Lepsius-Alphabet von 1854. „ṅ“ ist äquivalent zu [ŋ].

Klicklautbuchstaben für Khoekhoegowab wurden erstmals von Zara Schmelen, der einheimischen Frau des Missionars Heinrich Schmelen, entworfen, die kurz vor ihrem Tod 1831 eine Übersetzung der Evangelien sowie eine Grammatik fertigstellte. Um 1850 wurden sie von dem Missionar und Sprachforscher Johann Georg Krönlein weiterentwickelt und von dem Sprachforscher Karl Richard Lepsius verbreitet. In ihrer von Krönlein entwickelten Gestalt war ihre Grundform einheitlich ein einfacher senkrechter Strich in Kleinbuchstabenhöhe (x-Höhe), der bei Verwendung in der für Lautschrift üblichen Kursivschrift in gleicher Weise wie die übrigen Buchstaben schräg geneigt wird. Die Buchstaben ergaben sich dann durch Verdoppelung der Grundform oder durch Hinzufügung eines Punktes unterhalb oder eines kurzen Schrägstriches (ähnlich einem Akut-Akzent) oberhalb. Der senkrechte Strich mit zwei waagerechten Querstrichen wurde 1856 auf einer Konferenz der Rheinischen Missionsgesellschaft vorgeschlagen und ersetzte schnell Lepsius’ senkrechten Strich mit Akut.

1989 wurden die Buchstaben in das Internationale Phonetische Alphabet (IPA) aufgenommen; dabei ersetzten die Buchstaben ǀ, ǃ, ǁ die vorher dort gebräuchlichen Buchstaben ʇ, ʗ, ʖ.

## Darstellung auf Computersystemen
Die Klicklautbuchstaben sind sämtlich in Unicode enthalten und lassen sich somit auf aktuellen Computersystemen problemlos darstellen:
| Zeichen | Unicode Codepunkt verlinkt auf den Unicodeblock          | Bezeichnung/Beschreibung                 | Dezimal- code | HTML- Entität | LaTeX | Tastatureingabe mit Belegung E1 |
| ------- | -------------------------------------------------------- | ---------------------------------------- | ------------- | ------------- | ----- | ------------------------------- |
| ʘ       | U+0298 latin letter bilabial click                       | Buchstabe für bilabialen Klick           | 0664          |               |       | Alt Gr+k – '                    |
| ǀ       | U+01C0 latin letter dental click                         | Buchstabe für dentalen Klick             | 0448          |               |       | Alt Gr+k – '                    |
| ǁ       | U+01C1 latin letter lateral click                        | Buchstabe für lateralen alveolaren Klick | 0449          |               |       | Alt Gr+k – "                    |
| ǂ       | U+01C2 latin letter alveloar click                       | Buchstabe für palatalen Klick            | 0450          |               |       | Alt Gr+k – #                    |
| ǃ       | U+01C3 latin letter retroflex click                      | Buchstabe für alveolaren Klick           | 0451          |               |       | Alt Gr+k – !                    |
| 𝼊       | U+1DF0A latin letter retroflex click with retroflex hook | Buchstabe für retroflexen Klick          | 122634        |               |       |                                 |

### Tastatureingabe
Auf der erweiterten deutschen Standard-Tastaturbelegung E1 gemäß DIN 2137-01:2018-12 können die Klicklautbuchstaben mit der „Unterkomma- und Sprachsonderzeichen-Taste“ (Tastenkombination Alt Gr+k, „K wie Klicklaut“) eingegeben werden. Diese wird gefolgt von:
- ' bzw. " für ǀ bzw. ǁ („Einzel-Hochstrich bzw. Doppelhochstrich für Klicklaut-Einzelstrich bzw. Klicklaut-Doppelstrich“),
- ! für ǃ („Ausrufezeichen für ähnlichen Klicklautbuchstaben“),
- = bzw. # für ǂ („Zeichen aus vielen Strichen für Klicklautbuchstaben aus vielen Strichen“).

## Ersatzdarstellungen

Staatsmotto im Wappen Südafrikas: Schreibung „!ke e: /xarra //ke“ statt „ǃke e: ǀxarra ǁke“ (ǀXam für „Unterschiedliche Völker vereint“).
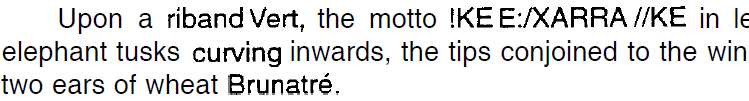
Detail-Scan aus der Bekanntmachung des Wappens Südafrikas mit der Staatsmotto-Schreibweise (2000)
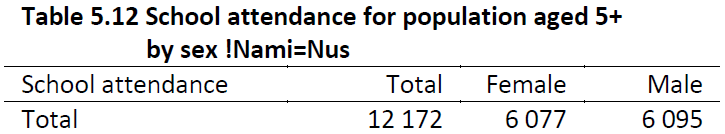
Detail-Scan aus einem Statistik-Dokument aus Namibia (2011), Schreibung „!Nami=Nus“ statt „ǃNamiǂNûs“
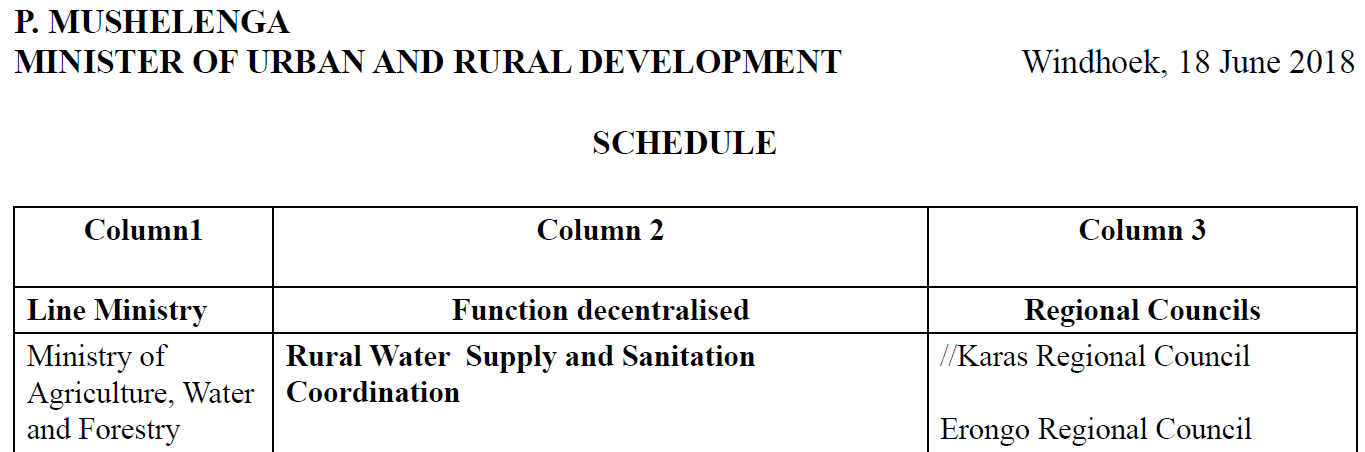
Detail-Scan aus einem Dokument der Regierung Namibias (2018), Schreibung „//Karas“ statt „ǁKaras“

Da die Klicklautbuchstaben nicht auf handelsüblichen Schreibmaschinen verfügbar waren, haben sich Ersatzdarstellungen durch dort verfügbare Zeichen eingebürgert. Die Zeichen ǀ und ǁ werden dabei durch / oder // (einfach oder doppelt geschriebener Schrägstrich) ersatzweise dargestellt. Das Zeichen ǂ wird häufig als = (Gleichheitszeichen), gelegentlich auch als # (Raute) oder im Druck auch als ≠ (mathematisches Ungleichheitszeichen) geschrieben. Das Zeichen ǃ ist ohnehin in üblichen Schriftarten im Druck nicht von dem Ausrufezeichen zu unterscheiden. Diese Ersatzdarstellungen haben sich auch in das Computerzeitalter erhalten, da die Ersatzzeichen (bis auf ≠) im ASCII-Zeichensatz enthalten sind. Besonders auffällig ist die Ersatzdarstellung im Staatsmotto-Text im 2000 gestalteten Wappen Südafrikas.

## Galerie
Die Reihenfolge der folgenden Systeme ist gleich: bilabial, dental ('c'), lateral ('x'), alveolar ('q'), palatinal ('v') und retroflex.

Die Zulu-Klicklautbuchstabe der norwegischen Mission (Schreuder 1850):
- c
- x
- q

Lepsius 1854 Klickbuchstaben (Kleinbuchstaben; Großbuchstaben sind ähnlich):

c
x
q

- v

Sundevalls 1855 Klickbuchstaben (Kleinbuchstaben; Großbuchstaben sind ähnlich):

c
x
q
v

Jones 1921 IPA-Klicklautbuchstabe:

c (ʇ)
x (ʖ)
q (ʗ)
v (🡣)
(ψ)

- v (ʞ)

c
x
q
v

Dokes 1925 Buchstabe für stimmlose Klicklaute:

c (ʇ)
x (ʖ)
q (ʗ)
v (🡣)

- (ψ)

Dokes Buchstabe für stimmhafte Klicklaute:

gc
gx
gq
gv

Dokes Buchstabe für nasale Klicklaute:

nc
nx
nq
nv

Beachs 1938 Buchstabe für stimmlose Klicklaute:

c (ʇ)
x (ʖ)
q (ʗ)
v (𝼋)

Beachs Buchstabe für nasale Klicklaute:

nc (𝼍)
nx (𝼎)
nq (𝼏)
nv (𝼌)

IPA nach Kiel (1989):

c
x
q
v

kurze Variante
kurze Variante
kurze Variante